# CoRoT-4b
CoRoT-4b は、いっかくじゅう座の恒星 CoRoT-4 の周囲を公転する太陽系外惑星である。以前は COROT-Exo-4b と呼ばれていた。恒星の自転と同期軌道を取っている可能性がある。2008年にフランスと欧州宇宙機関の宇宙望遠鏡COROTによって発見された。